# Inhaker
Een inhaker is een bericht dat ingaat op een voorspelbare of onvoorspelbare gebeurtenis die individueel of publiekelijk in de belangstelling staat. Inhaken wordt ook wel omschreven als "de kunst om recente nieuwswaardige gebeurtenissen of verhalen in te zetten voor marketing- en advertentiedoeleinden. Een inhaker is vaak grappig en vraagt erom gedeeld te worden met je vrienden". Het is dus een bericht waarbij handig gebruik gemaakt wordt van de aandacht voor een actuele gebeurtenis. Dit kunnen voorspelbare gebeurtenissen zijn zoals  Koningsdag of het  WK voetbal, of onvoorspelbare gebeurtenissen zoals extreem weer of een bekende Nederlander die iets opvallends doet of zegt (en zogenaamde trending topics worden). Een inhaker kan er toe leiden dat de organisatie die inhaakt (positieve) aandacht krijgt.
Inhakers worden tegenwoordig vaak verspreid via  sociale media. Het is echter geen nieuw fenomeen of voorbehouden aan sociale media. Zo haakte horlogemerk  Pontiac in 1951 met een paginagrote krantenadvertentie in op een ongeluk van wielrenner Wim van Est.
Organisaties gebruiken inhakers op sociale media in de hoop dat deze vanzelf verspreid worden door consumenten. Het kan daarom ook wel beschouwd worden als een vorm van  virale marketing. Dit kan advertentiekosten besparen en ervoor zorgen dat in korte tijd een grote groep consumenten bereikt wordt.
Een term die vaak geassocieerd wordt met inhaken is newsjacking, dat bekendheid kreeg door het boek Newsjacking: How to Inject your Ideas into a Breaking News Story and Generate Tons of Media Coverage. Bij newsjacking gaat het er echter vooral om dat een organisatie (of individu) zich ad hoc op kan stellen als expert, wanneer journalisten op zoek zijn naar informatie bij urgent nieuws (breaking news).

## Voorbeeld
In de Verenigde Staten is de  Super Bowl een van de grootste sportevenementen. Tijdens de finale in 2013 viel het licht uit in het stadion waar de wedstrijd gespeeld werd. Koekjesmerk Oreo wist op dat onvoorspelbare moment in te haken door een tweet de wereld in te sturen met de tekst "Power out? No problem.", met een afbeelding van en Oreo-koekje met daaronder de tekst "You can still dunk in the dark". Dit verwijst naar het dippen van de koekjes in melk, wat in Amerika gebruikelijk is.
De tweet werd snel over de hele wereld verspreid (ook via nieuws-outlets) en werd daarmee de marketingwinnaar van de Super Bowl.